# Els Plantadets
El Paraje Natural Municipal Els Plantadets es un paraje natural municipal ubicado en el término municipal de Jijona, provincia de Alicante, España. Con una superficie de 254,03 ha, constituye una área verde formada por pinos carrascos y con vistas hacia la costa y sierras como Aitana, Font Roja o el Puig Campana.
Fue declarado Paraje Natural Municipal por Acuerdo del Consejo de la Generalidad Valenciana de fecha 17 de febrero de 2006.

## Relieve
Desde el punto de vista geomorfológico, la zona pertenece a la unidad del Prebético meridional, caracterizada por la alternancia de sierras y valles sobre materiales carbonatados, de dirección predominantemente NE-SO, característica de la cordillera Bética. Los materiales predominantes corresponden al terciario, destacando la presencia de margas miocenas blancas y azules en facies .tap. con intercalaciones de materiales detríticos, fundamentalmente areniscas, que ocupan la mayor parte del sector central; mientras que en el sector oriental del espacio, coincidiendo con la zona de mayor altitud, afloran materiales calcáreos.

## Flora
La vegetación existente en el ámbito del paraje es muy homogénea en toda su extensión. Predominan los pinares densos de pino carrasco, que, aunque proceden de repoblación, se hallan muy naturalizados. Se encuentran también bosquetes dispersos de carrasca y algún pie disperso de roble valenciano.
El estrato arbustivo del pinar lo forman especies propias de la garriga termófila mediterránea, como la coscoja, el enebro de miera, la sabina mora, el lentisco, el espino negro, el aladierno, el palmito o margalló, y el ginestell.
El estrato subarbustivo lo forman especies de leguminosas, cistáceas y labiadas aromáticas correspondientes a la etapa de regresión de la serie de la encina, como la aliaga, el brezo, el tomillo, la salvia de mariola, el rabo de gato, la jara blanca, el romero macho y la estepa negra. Pueden encontrarse también especies como la esparraguera, el gamón y la cesquera. En las zonas más umbrosas pueden encontrarse lianas como la zarzaparrilla, la rogeta, la madreselva, las zarzas y la vidiella, junto a la hiedra.

## Fauna
En cuanto a la fauna, se constata la presencia de mamíferos como el zorro, el tejón, la gineta, el jabalí, el conejo y, aunque menos frecuente, la liebre. De un tiempo a esta parte se ha constatado la presencia en la zona del arruí, ungulado procedente del norte de África y que fue introducido en la península con fines cinegéticos.
En cuanto a la herpetofauna, cabe citar la presencia del sapo común, del sapo corredor, la lagartija colilarga, la lagartija cenicienta y el lagarto ocelado. Entre los ofidios, cabe constatar la presencia de la culebra bastarda, la culebra de herradura y la víbora hocicuda.
La ornitofauna es la propia de las masas de pinar, con especies como la paloma torcaz, el pito real, la tórtola común, el papamoscas gris, el mito, el carbonero garrapinos, el herrerillo capuchino, el torcecuello, el agateador común, el ruiseñor común o el gorrión molinero. El gavilán, el cárabo, el autillo y el búho real son especies que pueden también encontrarse en la zona y que en algunos casos pueden establecer nidificación en la misma. En las zonas más abiertas del pinar puede encontrarse especies como el cernícalo vulgar, la cogujada común, el alcaudón real, el alcaudón común, la collalba rubia, la tarabilla común y el abejaruco.

## Paisaje
Paisajísticamente, la zona alberga un gran interés en el ámbito local, puesto que constituye una extensa mancha verde en un entorno árido como es el paisaje de la parte baja del término de Jijona, desde las zonas de la cuenca baja del río Motnegre a la costa. A ello, cabe añadir que las panorámicas desde la parte alta del paraje son de gran interés, abarcando gran parte de las formaciones montañosas del norte de Alicante, como Aitana, Puig Campana, Serrella, Menejador, etc.
En cuanto al patrimonio etnológico, cabe destacar la existencia de dos cuevas y un aljibe vinculados históricamente a la actividad ganadera y la vida rural de Jijona.